# Electra (film)
Electra je krátký animovaný film z roku 2023 česko-ruské režisérky Darji Kaščejevové, který vznikl jako její absolventský magisterský film na Filmové a televizní fakulty Akademie múzických umění v Praze. Natočen byl v česko-francouzsko-slovenské koprodukci technikou pixilace. Film vypráví příběh mladé ženy s komplikovanými vztahy s rodiči.
Film měl premiéru na filmovém festivalu v Cannes, představil se i na festivalu animovaného filmu v Annecy. V září 2023 zvítězil v mezinárodní sekci krátkých filmů na festivalu v Torontu.

## Obsazení
| Zuzana Částková  | Electra               |
| Marie Verner     | malá Electra          |
| Zuzana Stivínová | matka (Klytaimnéstra) |
| Robert Jašków    | otec (Agamemnón)      |